# Mercancía Nórica
Mercancía Nórica (en alemán: Norische Ware) es el nombre moderno dado a la cerámica producida durante la época romana sobre todo en la provincia Nórico del Imperio Romano.
El tono de este material es generalmente marrón y templado con partículas blancas a blanco-opaco (a menudo de mármol). Los vasos producidos suelen ser objetos de uso corriente como ollas o recipientes de almacenamiento. Sus formas se diferencian de las mercancías romanas del mismo tiempo. Hay ollas en forma de huevo que tienen un labio triangular. Hombro o abdomen son adornados a menudo con diseños simples de bandas de onda que fueron hechos con peines o ruedecillas cortantes. Algunas formas de las vasijas se basan obviamente en modelos celtas. Demuestran la pervivencia de tradiciones prerromanas durante la época romana.